# Eclipsea luna
Eclipsea luna là một loài bướm đêm trong họ Erebidae.